# Waiharara
Waiharara ist eine kleine Siedlung im Far North District der Region Northland auf der Nordinsel von Neuseeland.

## Geographie
Die Siedlung befindet sich rund 20 km nordnordwestlich von Kaitaia auf der Aupōuri Peninsula. Der New Zealand State Highway 1 führt durch die Siedlung, der sie mit Awanui, rund 12 km weiter südöstlich verbindet. Wenige hundert Meter nordwestlich befindet sich auf einer Höhe von 35 m der Lake Waiparera und in rund 5 km Entfernung in westlicher Richtung erstreckt sich der Ninety Mile Beach nach Norden sowie nach Süden hin. Zur Ostseite hingegen, liegt in einer Distanz von rund 4 km der Rangaunu Harbour.

## Bildungswesen
Die Siedlung verfügt mit der Waiharara School über eine Grundschule mit den Jahrgangsstufen 1 bis 8. Im Jahr 2016 besuchten 17 Schüler die Schule.